# 幸福を呼ぶ小人
幸福を呼ぶ小人（しあわせをよぶこびと）（原題：DROOPY LEPRECHAUN　公開：1958年7月4日）は、アメリカ合衆国の映画会社、メトロ・ゴールドウィン・メイヤー（MGM)社に所属していたアニメーターのマイケル・ラーによる作品のひとつ。

## スタッフ
監督　マイケル・ラー

制作総括　ウィリアム・ハンナ　ジョセフ・バーベラ

アニメーション制作　ビル・シーペック　ディック・ビッケンバック　ジェームズ・エスカランテ　カール・ヴィンチ　ケン・サウスワース　ルイス・マーシャル

脚本　ホーマー・ブライトマン

音楽　スコット・ブラッドリー

背景　フェルナンド・モンテアレグレ

レイアウト　ディック・ビッケンバック　エド・ベネディクト
　　　　　　

## 内容
旅の途中でアイルランド・ダブリン空港に立ち寄ったドルーピー。次の出発まで時間があるため「シレラグ（Shillelagh）城」なる地元の名所（架空）を見物することになった。途中の土産物屋で「幸福の小人(レプラコーン)」がかぶっていたという帽子を購入し、そのまま城へ向かうドルーピーだが、往路の街角で地元の金持ちのブルドッグ（スパイク）とすれ違う。彼は帽子をかぶっているドルーピーを小人と勘違いし、捕まえて金儲けをしようと企む。
ドルーピーを尾行したスパイクは城内でシレラグ城主であった公爵に扮し、ドルーピーと捕物を繰り広げるが、観光で来たドルーピーにとっては迷惑以外の何者でもない。間抜けなスパイクはドルーピーを捕まえることができず、逆にやられてしまう。逃げるドルーピーは空港まで追いかけられるが、間一髪で機内へ。スパイクはなおも後を追いかけるが保健所につかまってしまう。護送車の中で拘束され失望する彼に「全くついてませんね」と話しかけてきたのは何と本物の小人。これを見たスパイクは「とうとう見つかったぞ」と護送車の中で狂喜乱舞していた。
トムとジェリーなど数々の名作を送り出して一世を風靡したMGMのアニメーション制作部門は前年の1957年限りで閉鎖され、同社から公開された最後のドルーピー作品となった。

なお、人権侵害の恐れがある台詞があったため、あとから途中台詞シーンにカットが入る。

## 登場するキャラクター
- ドルーピー
今回は旅行者役。旅の途中でアイルランドに立ち寄る。幸福の小人に勘違いされひどい目にあってしまう。

- スパイク（ブッチ？）
金がなく、幸福の小人を見つけて金持ちになってやろうと企んでいる。間抜けなやられ役（磁石で引き寄せられた甲冑が当たったり、大砲の弾が腹部に当たったり、鉄の処女の針が刺さるなど）で、最後は保健所に捕まってしまう。なお、スパイクと言えば、原語版ではアイルランド訛りが特徴的なキャラクターであることから、本作品は彼を事実上の主人公にした作品であったと言える。

- 土産物屋のおばさん
ドルーピーに小人の帽子をかぶせ、気に入ったドルーピーはお金を渡してそのままシレラグ城へ、それが災難の元に。

- 幸福の小人（Leprechaun）
お金のないスパイクが捜し求めていたアイルランド伝説の妖精で、富をもたらすとされる。護送車の中で失望するスパイクの隣に現われ、最後は「ハッピーエンド」となる。

## 日本でのTV放映
TBS版の『トムとジェリー』の短編に挟まれて放映されていた。順番で時折放映された。原作のシネマスコープ版は配色に優れ、アイルランドらしさが垣間見られるものであったが、日本語版ではトリミングがなされ、画面の色に変更が加えられている。

## 関連事項
- マイケル・ラー
- ドルーピー
- トムとジェリー
- アイルランド
- メトロ・ゴールドウィン・メイヤー